# Цигиця Олена Леонідівна
Олена Леонідівна Цигиця (8 квітня 1975, Кривий Ріг) — українська гандболістка, призер Олімпійських ігор. Заслужений майстер спорту України.

## Біографія
Народилася 8 квітня 1975 р. у Кривому Розі.
Вихованка тренерів Олександра і Валентина Осипових.
Закінчила Криворізький педагогічний університет, факультет біології.
Виступала за клуби: «Освіта» (Кривий Ріг), «Спартак» (Київ), «Мотор» (Запоріжжя), «Кометал» (Північна Македонія), «Смарт» (Кривий Ріг).
Багаторазова  чемпіонка України та Македонії, володарка  Кубка кубків («Мотор», 2001), Суперкубка Європи (2002). 
Фіналістка Ліги чемпіонів (2005) у складі «Кометала».
За збіру України виступала з 1998 по 2010 рік, всього в активі за національну команду - 202 матчі. 
Срібна призерка Чемпіонату Європи.
Найкраща ліва напівсередня  Євро-2000 та Чемпіонату Світу-2003.
Володар бронзової медалі Олімпіади в Афінах .
2008 року через травми, що заважали грати на повну силу, оголосила про відхід з гандболу. Згодом на короткий час повернулася, щоб допомогти криворізькому клубу «Смарт», який тренував її чоловік, але 2010 року офіційно завершила ігрову кар'єру.
Чоловік — Валерій Войналович, гандбольний тренер. Виховує сина і працює в Міністерстві молоді та спорту України.

## Титули та досягнення

### Державні
- Орден княгині Ольги III ступеня (2004 р.)
- Почесна грамота Кабінету Міністрів України